# Canal dos Faraós

Canal dos Faraós

O Canal dos Faraós ou Canal de Neco, é o precursor do Canal de Suez, construído na antiguidade. Ele tinha um percurso diferente do que sua contraparte contemporânea, ligando o Nilo ao Mar Vermelho através do rio Uadi Tumilate apesar de ser construído no mesmo vale. Os trabalhos de construção começaram sob o regime dos faraós do Antigo Egito.
De acordo com as Heródoto, a primeira abertura do canal ocorreu durante o domínio do xá aquemênida Dario, o Grande, mas autores antigos, como Aristóteles, Estrabão e Plínio, o Velho alegavam de que ele não conseguiu completar o trabalho.
Outra possibilidade é que o canal tenha sido concluído no período ptolemaico sob o governo de Ptolomeu II, quando os engenheiros gregos resolveram o problema da diferença de altitude através de eclusas